# Йевле (община)
Йевле (на шведски: Gävle kommun) е община в Швеция в състава на лен Йевлебори. Главен административен център на общината е едноименния град Йевле. Население на общината 97 236 души (към 31 декември 2013).